# Баранов, Николай Ефимович
Никола́й Ефи́мович Бара́нов (17 июля 1927, д. Сальница-Слободка, Арсеньевский район, Тульская губерния, СССР — 14 ноября 2009, Тула, Тульская область, Россия) — машинист электровоза локомотивного депо Тула-I Московской железной дороги, Герой Социалистического Труда (1966).

## Биография
Родился 17 июля 1927 года в деревне Сальница-Слободка Арсеньевского (ныне Чернского) района Тульской губернии в небогатой крестьянской семье.
В 1942 году направлен обучаться в Уфимское железнодорожное училище, в июле 1944 года окончил учёбу с отличием. В октябре 1944 года устроился кочегаром в паровозное депо Тула-1.
Жил в общежитии депо, параллельно работе 4 года учился в вечерней школе. Будучи формально помощником машиниста, самостоятельно подготовился и в 1952 году сдал экзамен на право управлять паровозом в качестве машиниста, и стал управлять тяжёлыми поездами серии ФД. Получив документы о среднем образовании, поступил в Московский железнодорожный техникум имени Андреева и в 1965 году окончил его с отличием, получив специальность «техник-электромеханик».
С 1962 по 1966 год провел 145 тяжеловесных поездов, в которых перевез сверх нормы 34308 тонн груза, при этом сэкономил более 130 тысяч киловатт-часов электроэнергии.
Указом Президиума Верховного Совета СССР от 4 августа 1966 года «за выдающиеся успехи, достигнутые в выполнении заданий семилетнего плана перевозок, развитии и технической реконструкции железнодорожного транспорта» удостоен звания Героя Социалистического Труда с вручением ордена Ленина и золотой медали «Серп и Молот».
После работал машинистом-инструктором, освоил новый участок Тула — Орехово-Зуево. После ухода на заслуженный отдых основал и возглавил организацию ветеранов депо, после организовал музей депо Тула-I и открыл его в 1997 году в год 130-летия депо, став хранителем музея.
Жил в Туле, где скончался 14 ноября 2009 года, похоронен на Городском кладбище № 1.
Награждён 2 орденами Ленина (1959, 04.08.1966), орденом «Знак Почёта», медалью «За трудовое отличие» (1954), другими медалями, знаком «Почётный железнодорожник» (1960).